# Blasztociszta

A blasztociszta egy olyan szerkezet, mely az emlősök embrióinak fejlődése közben a morulából (szedercsírából) alakul ki. Ez a blasztulának egy speciális, csak az emlősöknél kialakuló formája. Ez egy belső sejttömegből, más néven embrioblaszt (később epiblaszt és hypoblaszt alakul ki ebből, 2 lemezes embriópajzsot alkotva) és külső sejthéjból, úgynevezett trofoblasztból áll. Később ebből fejlődik majd ki a placenta. A trofoblasztot a sejten belüli anyag és a blasztociszta folyadékkal megtöltött ürege, a blastocel alkotja. Az emberi blasztociszta 70–100 sejtből áll. 
Az emberben a blasztociszta a megtermékenyítés utáni 5. napon alakul ki. A morulában ekkor nyílik ki a blastocoele.

## A blasztociszta részei
A blasztocisztában két jelentős sejtféle található meg:
- az embrioblaszt, (az embriónak ezt a részét használják fel az őssejt kutatáskor)
- a trofoblaszt, a sejt belsejét és a blasztociszta üregét körülölelő réteg.

Az előbbi az embrionális őssejt forrása, és ebből alakulnak majd ki a későbbi, felnőtt testben megtalálható sejtek. Az utóbbi az anyai endometriummal közösen alkotja a méhlepényes emlősökben a méhlepényt.

## A blasztociszta kialakulása
A morula körülbelül 16, nem specifikus, gömb alakú sejtből létrejövő szilárd labda alakú képződmény. Ahogy a sejtosztódás tovább folytatódik a morulában, a blasztomerek megváltoztatják az alakjukat, és szorosan összekapcsolódnak. Így alakul ki a blasztociszta.